# Slovenia Open Challenger
Lo Slovenia Open Challenger, noto come ATP Challenger Zavarovalnica Sava Slovenia Open e in precedenza Tilia Slovenia Open per ragioni di sponsorizzazione, è un torneo professionistico di tennis facente parte dell'ATP Challenger Tour. Inaugurato nel 2013, si gioca annualmente sui campi in cemento del Tennis Club Portorož a Portorose, in Slovenia.

## Albo d'oro

### Singolare
| Anno | Campione            | Finalista         | Punteggio           |
| ---- | ------------------- | ----------------- | ------------------- |
| 2019 | Aljaž Bedene        | Viktor Durasovic  | 7–5, 6–3            |
| 2018 | Constant Lestienne  | Andrea Arnaboldi  | 6–2, 6–1            |
| 2017 | Serhij Stachovs'kyj | Matteo Berrettini | 6(4)–7, 7–6(6), 6–3 |
| 2016 | Florian Mayer       | Daniil Medvedev   | 6–1, 6–2            |
| 2015 | Luca Vanni          | Grega Žemlja      | 6–3, 7–6(6)         |
| 2014 | Blaž Kavčič         | Gilles Müller     | 7–5, 6(4)–7, 6–1    |
| 2013 | Grega Žemlja        | Martin Fischer    | 6–4, 7–5            |

### Doppio
| Anno | Campioni                                  | Finalisti                              | Punteggio            |
| ---- | ----------------------------------------- | -------------------------------------- | -------------------- |
| 2019 | Tejmuraz Gabašvili Carlos Gómez-Herrera   | Lucas Miedler Tristan-Samuel Weissborn | 6–3, 6–2             |
| 2018 | Gerard Granollers Pujol Lukáš Rosol       | Nikola Ćaćić Lucas Miedler             | 7–5, 6–3             |
| 2017 | Hans Podlipnik-Castillo Andrėj Vasileŭski | Lukáš Rosol Franko Škugor              | 6–3, 7–6(4)          |
| 2016 | Sergey Betov Il'ja Ivaška                 | Tomislav Draganja Nino Serdarušić      | 1–6, 6–3, [10–4]     |
| 2015 | Fabrice Martin Purav Raja                 | Alexander Bury Andreas Siljeström      | 7–6(5), 4–6, [18–16] |
| 2014 | Sergey Betov Alexander Bury               | Ilija Bozoljac Flavio Cipolla          | 6–0, 6–3             |
| 2013 | Marin Draganja Mate Pavić                 | Aljaž Bedene Blaž Rola                 | 6–3, 1–6, [10–5]     |